# Кетонен, Кари
 Кари Кетонен (фин. Kari Ketonen; род. 16 августа 1971, Эспоо, Финляндия) — финский актёр.

## Ранняя жизнь
Кари Микаэль Кетонен родился 16 августа 1971 года в городе Эспоо, Финляндия. Детство будущего актёра прошло в городе Нурмес, где родилась его мать . Является наполовину карелом. В 1997 году окончил Хельсинкскую театральную академию.

## Карьера
Кетонен стал известен широкому кругу зрителей благодаря роли президента России Владимира Путина в комедийном скетче «Putous», а также в фильме режиссёра Тимо Вуоренсолы «Железное небо: Грядущая раса».

## Избранная фильмография
- 2007 — «Тали – Ихантала 1944» / Tali-Ihantala 1944 — майор Ээро Леппанен
- 2008 — «Сауна» / Sauna — Муско
- 2010 — «Герои полярного круга» / Napapiirin sankarit — Коротышка Микко
- 2012 — «Нико 2» / Niko 2: Little Brother, Big Trouble — Спид (озвучивание)
- 2013 — «Восьмой шар» / 8-pallo — Ивакка
- 2018 — «Железное небо: Грядущая раса» / Iron Sky: The Coming Race — президент Владимир Путин
- 2018-2022 — «Полярный круг» (телесериал) / Ivalo —  Яакко Стениус (в 13 эпизодах)